# NGC 5664
NGC 5664 est une petite galaxie spirale située dans la constellation de la Balance. Sa vitesse par rapport au fond diffus cosmologique est de 4 782 ± 18 km/s, ce qui correspond à une distance de Hubble de 70,5 ± 4,9 Mpc (∼230 millions d'al). NGC 5664 a été découverte par l'astronome américain Francis Leavenworth en 1885. Cette galaxie a aussi été observée par l'astronome américain DeLisle Stewart en juillet 1899 et elle a été inscrite à l'Index Catalogue sous la cote IC 4445.
NGC 5664 présente une large raie HI et c'est une galaxie active de type Seyfert 2.
À ce jour, trois mesures non basées sur le décalage vers le rouge (redshift) donnent une distance de 41,100 ± 2,307 Mpc (∼134 millions d'al), ce qui est nettement à l'extérieur des valeurs de la distance de Hubble. Notons cependant que c'est avec la valeur moyenne des mesures indépendantes, lorsqu'elles existent, que la base de données NASA/IPAC calcule le diamètre d'une galaxie et qu'en conséquence le diamètre de NGC 5664 pourrait être d'environ 12,3 kpc (∼40 100 al) si on utilisait la distance de Hubble pour le calculer.